# Stockholm Bloodbath
Stockholm Bloodbath är en svensk engelskspråkig historisk dramafilm från 2024. Filmen är regisserad av Mikael Håfström, med manus skrivet av Erlend Loe och Nora Landsrød. Filmen är baserad på den historiska händelsen Stockholms blodbad.
Filmen hade biopremiär i Sverige den 19 januari 2024, utgiven av Scanbox Entertainment. Den släpptes digitalt som köpfilm på strömningstjänsten Viaplay i april samma år.

## Handling
Filmen utspelar sig år 1520 och en grupp svenska aristokrater önskar träda ur Kalmarunionen. För att uppnå målet planerar de att störta den dansk-svenska kungen Kristian II. För att stävja upproret beger sig kungen till Stockholm. Där dras Anne Eriksson och hennes fostersyster Freja in i ett maktspel som leder till ett tre dagar lång massavrättning.

## Rollista (i urval)
- Sophie Cookson – Anne Eriksson
- Alba August – Freja Eriksson
- Emily Beecham – Kristina Gyllenstierna
- Claes Bang – kung Kristian II
- Matias Varela – kardinal Francisco De La Roca
- Wilf Scolding – Johan Natt och Dag
- Adam Pålsson – Sten Sture
- Kornélia Harmath – Magdalena Sture
- Anabelle Daisy Grundberg – Iliana Sture
- Jakob Oftebro – Gustaf Trolle
- Mikkel Boe Følsgaard – Didrik Slagheck
- Ulrich Thomsen – Hemming Gadh
- Wayne Brett – biskop Vincentius Bellenack
- Sean Duggan – biskop Hans Brask
- Paul Brodie – Botulf Botulfsson
- Declan Hannigan – Ulf Eriksson
- Anders Olof Grundberg – Daniel Eriksson
- Samuel Håfström – Lars Eriksson
- Eszter Ónodi – Maria Eriksson
- Thomas Chaanhing – Sylvestre
- István Zámbó – Albrecht Gablein
- Viktor Filep – Hans Gablein
- Roland Kollárszky – Holger Danske[7]

## Produktion
Filmen är producerad av Helena Danielsson på Viaplay Studios, i samproduktion med Nordisk Film. Inspelningarna gjordes i Ungern och Tjeckien under 2022.